# Cuphea salicifolia
Cuphea salicifolia là một loài thực vật có hoa trong họ Lythraceae. Loài này được Cham. & Schltdl. mô tả khoa học đầu tiên năm 1830.